# Расе Старкрафта
Близард ентертејментова бестселер серија рачунарских игара Старкрафт прати међузвездана дешавања у удаљеном делу галаксије, са три расе и мноштвом фракција које се све боре за надмоћ. Расе које се могу играти укључују Теране, људе протеране са Земље који се лако прилагођавају разним ситуацијама; Зергове, расу зглавкастих створења опседнутих асимилацијом других врста и тежњом за генетским савршенством; и Протосе, хуманоидна бића са напредном технологијом и моћним психичким способностима, који покушавају да сачувају својu цивилизацију и строго филозофски начин живота од Зергова. Свака од ових раса има по једну кампању у Старкрафту. Осим наведене три, многе друге неигриве расе су део Старкрафтове приче; једна од њих су Зел'Наге (енгл. Xel'Naga), раса која значајно учествује у фиктивној историји Протоса и Зергова.

## Зергови
Зерговски Рој (енгл. Zerg Swarm) је раса измишљених паразитских, буболиких створења. Представљају најважније антагонисте у универзуму Старкрафта. Функционишући као колективна свест, Зергови теже генетском савршенству асимилишући "достојне" расе у своју, стварајући бројне различите врсте Зергова. За разлику од Протоса и Терана, Зергови не користе технологију; уместо тога, они асимилирају особине других врста и мутацијама замењују технологију. Као и остале две главне расе, Зергови су предмет пуне кампање у свакој досадашњој Старкрафт РТС игри. Зерговске јединице су дизајниране да буду јефтине и брзе за производњу, подстичу играче да надвладају своје противнике самом бројношћу. Од објављивања Старкрафта, Зергови су постали икона видео-игара, описани од стране PC Gamer UK као "најбоља раса у историји стратегије". Израз "Зерг Раш" (енгл. Zerg Rush) или "зергинг" (енгл. zerging) је ушао у жаргон видео-игара као коришћење много јефтиних и слабих јединица за брзо надвладавање непријатеља чистом бројношћу. Тактика је злогласна, и сви најискуснији играчи РТС-а су упознати са тактиком у једном или другом облику.
Када су Зергови први пут стигли у Копрулу сектор, били су уједињени својом апсолутном послушношћу зергове колективне свести знане као Овермајнд (енгл. Overmind). Овермајнд је управљао сваким зерговим створењем у зерговом Роју (енгл. Zerg Swarm), функционишући кроз хијерархију мање свесних бића. Иако је главна жеља Овермајнда била да прогута и усвоји напредне Протосе, наишао је на користан али неразвијен материјал у човечанству. Узимајући психички моћну Сару Кериган, Овермајнд је еволуирао у ново и јединствено створење: Краљицу Сечива (енгл. Queen of Blades). Након што су Протоси уништили Овермајнда током инвазије Ајура, Краљица Сечива је преузела контролу Зерговог Роја.
Зергови су потпуно различити од Терана и Протоса. Они су сачињени од мноштва различитих врста које су заражене Зерговим вирусом и припојене у Рој. Та створења су брзо и селективно еволуирала у немилосрдне машине за убијање ради Зерговог циља апсолутне доминације. Зергови не користе технологију за свој оклоп, оружје, и летелице. Те функције су ефикасно испуњене кроз биолошка прилагођавања и планиране мутације Зергових генетских сојева. Чак и њихове грађевине су у ствари специјализовани органи унутар живог растућег гнезда.

## Протоси
Протоси (енгл. Protoss) су раса хуманоида у универзуму Старкрафта. Протоси су подељени на две филозофски различите групе: конзервативне Калаи Протосе и прогнане Мрачне темпларе. Протоси су приказани као физички јака раса са напредним психичким способностима. Протоси се сматрају технолошки најнапреднијом расом Старкрафта и имају своје кампање у досадашњим Старкрафт РТС играма. Стратегија Протоса у игри је обично заснована на квалитету јединица, а не квантитету. Пореклом са Ајура, планете на граници галаксије, Протоси су обично приказани у играма и романима Старкрафта, као највећи непријатељи Зергова.
Са својом напредном технологијом и моћним психичким способностима, Протоси су себе  сматрали некада најмоћнијом врстом у галаксији. Њихов рат са Зерговима је доказао другачије: ни највештији појединачни борац не може одолети непремостивој бројности. Ова лекција је била тешка за Протосе, јер је њихово друштво изграђено око основних филозофија којих су се непомично држали током хиљада година. Међутим, Зергова инвазија Протосовог родног света Ајура, је довела расу до прекретнице: Протоси морају прихватити промене ако желе да преживе и успеју.
Сада се нове технологије и тактике употребљавају у све очајнијој борби против Зерга, и стара, страховита оружја која су Протоси давно склонили бивају коришћена. Протоси никада нису били плодан народ и традиционално су појачавали своју бројност са разним роботизованим ратним машинама. Појединачни ратници Протоса су непревазиђени у својим вештинама, у великој мери побољшани комбинацијом технологије и сопственим психичким моћима. И поред тога, Протоси морају да се ослањају на покретљивост и фактор изненађења да најбоље искористе своје предности а да не буду увучени у дуготрајне исцрпљујуће борбе. Једна од њихових највећих снага представља њихова флота, коју чине разнолики свемирски бродови довољно моћни да претворе непријатеље у атоме.

## Терани
Терани (енгл. Terrans) су измишљена верзија будућности човечанства у универзуму Старкрафта. Представљају најподељенију расу у Старкрафту, која се састоји од мноштва фракција које се боре не само са другим расама, већ и међусобно. Адаптивни и покретљиви, Терани су познати по својој способности да брзо приступе и искористе ресурсе планета. Теранима је посвећена пуна кампања у свакој Старкрафт РТС игри до сада, и препознатљиви су по својим специјализованим јединицама и одбрамбеним тактикама и покретљивости. У радњи Старкрафта, Терани су обично приказани у средишту сукоба између Протоса и Зергова, а такође су чести и грађански ратови међу Теранима.
Терани су релативно новија раса у Копрулу сектору. Они су потомци катастрофалне колонизационе експедиције послате са Земље пре неколико векова, чија људска пошиљка је била сачињена од дисидената и злонамерника које је влада сматрала потрошним. Преживели су створили три колоније које су постале главни стубови моћи у теранском свемиру: Теранска Конфедерација, Комбинат Кел. Мориан и Умоџански Протекторат. Корумпирана Конфедерација је збачена од стране терористе и револуционара Арктуруса Менгска током хаоса инвазије Зергова. Терански Доминион је настао из пепела Конфедерације као доминантна снага у сектору, којом влада Цар Арктурус Менгск I.
Присиљени на прилагођавање окрутним условима на углавном беживотним световима Копрулу сектора, Терани су мајстори преживљавања. Без напредне технологије попут Протоса или природне издржљивости Зергова, Теранска војска је разнолика мешавина јединица. Од стандардне али ефективне пешадије попут маринаца, до тешко наоружаних бојних бродова, Теранске јединице се ослањају на солидан оклоп, велику ватрену моћ и снагу у бројности да би одржали борбене редове. Терани су најбољи у одбрамбеним ситуацијама где се њихови бункери и опсадни тенкови најбоље показују.